# Roquebrune-sur-Argens
Roquebrune-sur-Argens – miejscowość i gmina we Francji, w regionie Prowansja-Alpy-Lazurowe Wybrzeże, w departamencie Var.
Według danych na rok 1990 gminę zamieszkiwało 10 389 osób, a gęstość zaludnienia wynosiła 98 osób/km² (wśród 963 gmin regionu Prowansja-Alpy-W. Lazurowe Roquebrune-sur-Argens plasuje się na 68. miejscu pod względem liczby ludności, natomiast pod względem powierzchni na miejscu 28.).